# Simon (chat)
Pour les articles homonymes, voir Simon.
 (novembre 2020).
Si vous disposez d'ouvrages ou d'articles de référence ou si vous connaissez des sites web de qualité traitant du thème abordé ici, merci de compléter l'article en donnant les références utiles à sa vérifiabilité et en les liant à la section « Notes et références ».
Simon (né vers 1947 et mort le 28 novembre 1949) est un chat ayant servi à bord de la frégate de la Royal Navy HMS Amethyst. En 1949, à la suite de l'incident du Yangtsé, il a reçu plusieurs décorations dont la « Animal Victoria Cross » et la Médaille Dickin pour avoir guéri de ses blessures, amélioré le moral des troupes et éradiqué une colonie de rats à bord.

## Biographie
Simon a été trouvé arpentant les docks de Hong Kong en mars 1948 par le matelot George Hickinbottom, dix-sept ans, membre de l’équipage de la frégate britannique HMS Amethyst stationnée dans la ville à la fin des années 1940. Il avait alors approximativement un an, était mal nourri et en mauvaise santé. Hickinbottom le ramène clandestinement à bord mais Simon s’attire rapidement les bonnes grâces de l’équipage et des officiers, notamment en s’attaquant aux rats des ponts inférieurs. Il gagne rapidement une réputation d’impertinent en laissant des rats morts en guise de présents dans les lits des marins, et en dormant dans la casquette du capitaine.
L’équipage a ainsi fait de Simon sa mascotte porte-bonheur, et lorsque Ian Griffiths, le capitaine de frégate, part à la fin de 1948, il laisse le chat à son successeur le lieutenant de vaisseau Bernard Skinner qui l’apprécie très vite.

## L’incident du Yang Tsé
La première mission du nouveau capitaine est de remonter le Yang Tsé jusqu’à Nankin pour remplacer le navire sur place, le HMS Consort. À mi-parcours se produit l’incident du Yang Tsé, lorsque des communistes chinois ouvrent le feu sur la frégate. La cabine du capitaine est rapidement touchée : Simon est sérieusement blessé et le lieutenant Skinner meurt peu après des suites de ses blessures.
Bien que gravement blessé, Simon se traine sur le pont et est transporté à l’infirmerie où il est soigné (on lui retire notamment quatre pièces de shrapnel). Ses chances de survie restent limitées, les médecins estimant qu’il ne passera pas la nuit. Il survit cependant et après une convalescence rapide retourne à ses activités antérieures, et ce en dépit du peu de considération à son égard du nouveau capitaine de corvette, John Kerans.
Alors que le HMS Amethyst est à l’ancre dans le fleuve, il se retrouve infesté de rats. Simon s’applique alors vigoureusement à les éradiquer tout en participant à élever le moral de l’équipage.
Après que le navire a réussi à fuir le Yang Tsé, Simon devient une célébrité, encensé dans les médias britanniques comme internationaux. Il reçoit la « Animal Victoria Cross », la médaille Dickin et la médaille « Blue Cross » (deux organisations caritatives animalières), la médaille de la campagne du HMS Amethyst ainsi que le titre fantaisiste de « Able seacat », littéralement « chat marin compétent ».
La remise de la médaille de la campagne du HMS Amethyst était accompagnée des mots suivants :

« Pour service exemplaire et méritant... A traqué et détruit, seul et sans arme, "Mao Tse-tung", un rat coupable d'avoir fait des raids sur les réserves de nourriture qui étaient gravement insuffisantes. Sachez également que du 22 avril au 4 août, vous avez débarrassé le HMS Amethyst de la pestilence et de la vermine, avec une fidélité sans faille. »

C'est aujourd'hui (en 2023) le seul chat récipiendaire de la médaille Dickin.
Des milliers de lettres lui sont adressées, à tel point que le lieutenant Stuart Hett est spécialement affecté à son service et traite son courrier en tant qu’ « officier du chat » (cat officer). À chaque escale sur la route du retour, Simon est présenté avec tous les honneurs, et un accueil triomphal lui est consacré lors de l’arrivée à Plymouth en novembre 1949. Mais comme tous les animaux entrant au Royaume-Uni, Simon est mis en quarantaine préventive et envoyé dans un centre animalier du Surrey.

## Décès

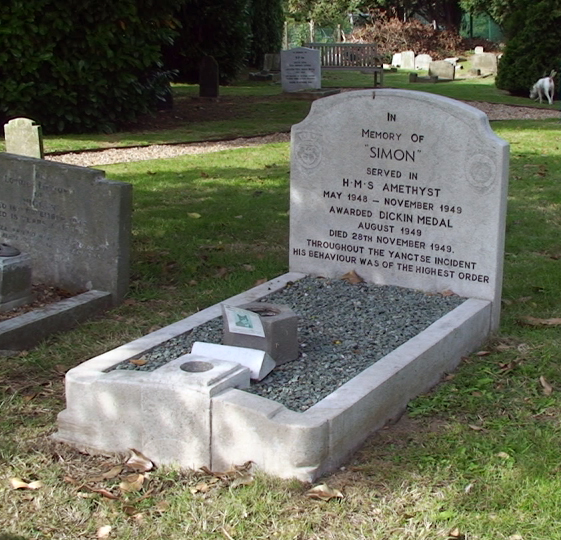
Tombe de Simon.

Simon contracte lors de cette quarantaine un virus et malgré toute l’attention du personnel médical et les milliers de vœux reçus, il décède le 28 novembre 1949. Des centaines de personnes, dont la totalité de l’équipage du HMS Amethyst, assistent à ses funérailles au cimetière animalier du PDSA (dispensaire populaire pour animaux malades), à Ilford, dans l’est de Londres.
Il meurt avant de recevoir sa médaille.
Un arbuste à sa mémoire est planté au cœur du jardin de l’incident du Yang Tsé à l’Arboretum mémorial national dans le Staffordshire.
Sur sa tombe est gravée l’épitaphe suivante :
À la mémoire de « Simon »

A servi à bord du

H.M.S. Amethyst,

mai 1948 – novembre 1949

Décoré de la médaille Dickin,

août 1949

Mort le 28 novembre 1949

Durant l’incident du Yang Tsé,

Son comportement fut de la plus haute importance
En 1950, l’écrivain Paul Gallico lui dédie son roman Jennie.